# Concord Records
Concord Records ist ein von dem damaligen Autohändler Carl Jefferson 1973 (als Concord Jazz) gegründetes US-amerikanisches Jazz-Label. Zuvor hatte Jefferson 1969 das sofort erfolgreiche „Concord Jazz Festival“ (damals noch Concord Summer Festival) in Concord in Kalifornien gegründet. Er startete das Label, finanziert durch den Verkauf seines Ford-Autohandels, um seine Lieblingsmusiker auf Platte hören zu können (er war ein Anhänger des damals an den Rand gedrängten Mainstream Jazz) und begann mit einigen Jazz-Gitarristen (Herb Ellis, Dee Bell, Charlie Byrd, Barney Kessel, Joe Pass). Weitere Musiker des Labels sind Mel Tormé, Tony Bennett, Rosemary Clooney, Stan Getz, George Shearing, Marian McPartland (Ain’t Misbehavin’: Live at the Jazz Showcase 2000), Shelly Manne, Bud Shank, Laurindo Almeida, The L. A. 4, Dave Brubeck, Diane Schuur, Toshiko Akiyoshi, Ray Brown, Cal Collins, Bill Evans, Scott Hamilton, Woody Herman, aber auch Barry Manilow, Vanessa Williams, Bob Maize und Paula Abdul. Von 1989 bis 1995 veranstaltete das Label Solo-Piano-Konzerte in der Maybeck Recital Hall von Dick Whittington.
1999 wurde das Label von Hal Gaba und dem Fernsehproduzenten Norman Lear übernommen und verlagerte seinen Sitz nach Beverly Hills. 2004 kaufte es Fantasy Records und 2005 Telarc Records. Das Unternehmen nennt sich nun Concord Music Group.
Das Sub-Label „Concord Picante“ widmet sich dem Latin Jazz (z. B. Cal Tjader, Tito Puente, Mongo Santamaría, Poncho Sanchez), „Concord Classic“ der klassischen Musik.
Anfang 2018 übernahm Concord Music das Plattenlabel Razor & Tie. Im Herbst 2019 erwarb es das Indie-Label Victory Records (spezialisiert auf Musik aus dem Hardcore-, Metal- und Post-Hardcore-Bereich) sowie Another Victory Publishing.